# Rhipsalis sulcata
A Rhipsalis sulcata egy jól ismert, könnyű kezelhetősége miatt gyakran tartott epifita kaktusz.

## Jellemzői
Fásodó szárú epifita, hajtásai hosszan lecsüngenek. Szárai 5–10 mm átmérőjűek, hosszuk azonban 200–300 mm is lehet, 5 bordásak, világoszöld színűek. Areolái kicsik, bordó közepűek, 25–50 mm távolságban fejlődnek. Virágai magánosak, nagyok, színük fehértől a rózsaszínig változhat. Termése kopasz, fehér bogyó. Az Epallagogonium subgenus tagja.

## Elterjedése
Brazília: Espirito Santo állam, Domingos Martins.